# Evangelische Kirche Rodenbach
Die evangelische Kirche Rodenbach wurde im späten 12. Jahrhundert als „St. Brigitta“ erbaut und ist damit älter als diejenige im Kernort von Ebertsheim. Der ortsbildprägende Bau steht unter Denkmalschutz.

## Lage
Die Kirche befindet sich in zentraler Lage an der Einmündung der Rathausstraße in die Lautersheimer Straße („Rathausstraße 2“). Östlich liegt die nach ihr benannte Kirchgasse. Südlich befindet sich der Rodenbach.

## Geschichte
Der Ort wird bereits im späten 8. Jahrhundert in Urkunden des Klosters Lorsch genannt. 976 schenkte Kaiser Otto II. seine hiesigen Königsgüter dem Getreuen Giso. Im 14. Jahrhundert waren im Dorf die Herren von Oberstein begütert. Später kam es an die Grafschaft Leiningen, ab 1467 zur Kurpfalz.
Die Kirche wurde um 1200 an Stelle einer älteren erbaut. In spätgotischer Zeit hat man den rechteckigen Ostchor mit dreiseitiger Chornische angefügt und den Turm erneuert. Sie unterstand dem Bistum Worms (Landkapitel Neuleiningen) und gehörte zum Stiftungsgut des Wormser Domes, weshalb die Kollatur dem Dompropst von Worms zustand. Nach der Reformation wurde sie protestantisch. 1508 baute man den Wehrturm um, 1684 das Schiff.

## Baubestand

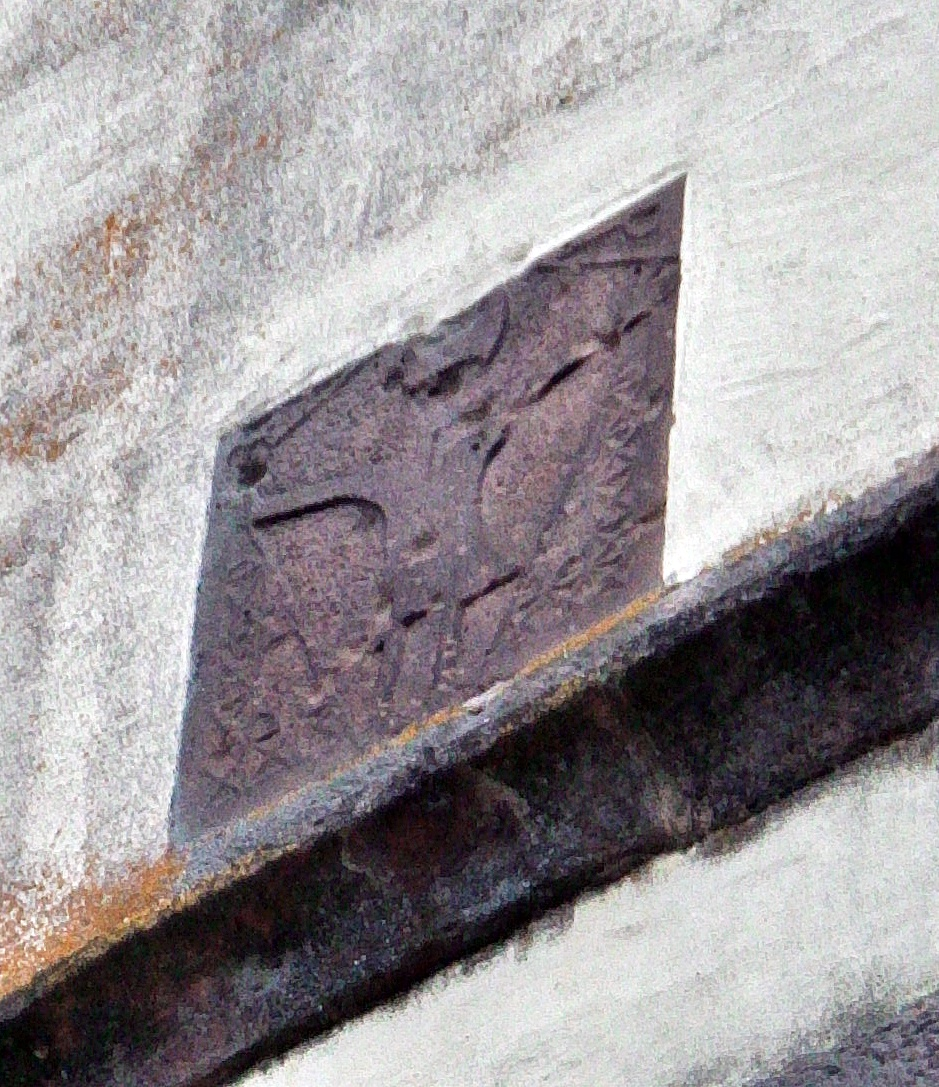
Romanisches Menschenrelief, Turm, Ostseite

Der Saalbau ist geostet und stilistisch der Romanik zuzuordnen. Der obere Teil der Kirche ist im spätgotischen Stil gehalten. Östlich an das Langhaus schließt sich der eingezogene, rechteckige Chor, mit dreiseitiger Chornische an. Der Wehrturm steht nördlich des Langhauses.

## Besonderes
An West-, Nord- und Ostseite des Turmes sind romanische Steinskulpturen von Tier- und Menschenköpfen eingemauert. Ungeklärt ist, ob es sich dabei um eine bewusste Art von Abwehrzauber handelt oder ob nur vorhandene Spolien eines älteren Gebäudes wiederverwendet wurden. An der Ostseite des Turmes befindet sich zudem ein romanisches Relief, die Darstellung eines Menschen mit ausgebreiteten Armen; evtl. soll es eine stilisierte Kreuzigungsdarstellung sein. In die westliche Turmwand ist auch die Spolie eines romanischen Zierfrieses eingelassen.
Im Inneren hat sich ein qualitativer gotischer Taufstein mit Figurenschmuck erhalten.

## Umgebung
Die Kirche liegt inmitten des umfriedeter Kirchhofs mit Grabmälern der Familie Seewaldt aus dem 19. Jahrhundert sowie dem barocken Epitaph eines Pfarrers.

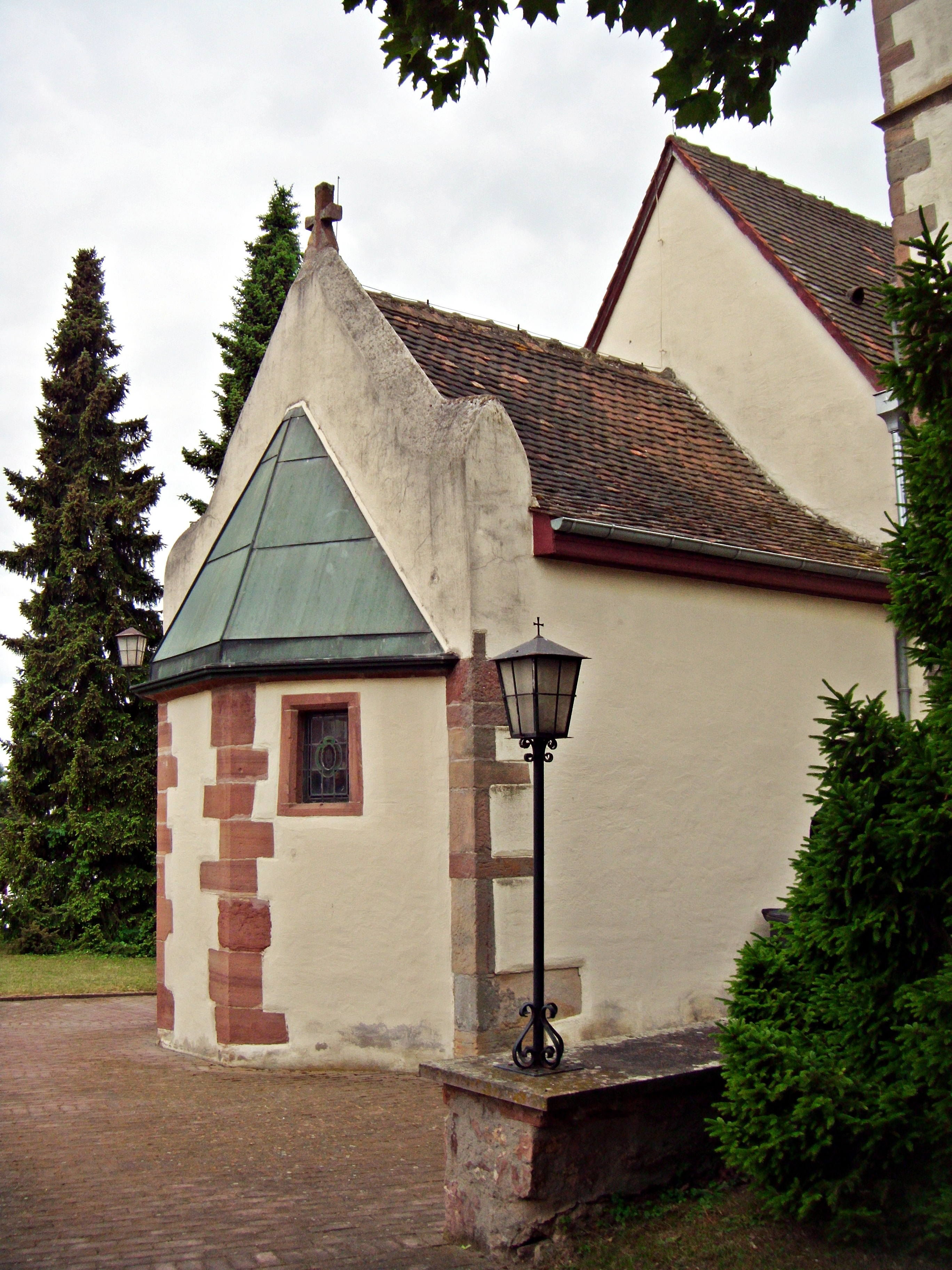
Chor von Nordosten
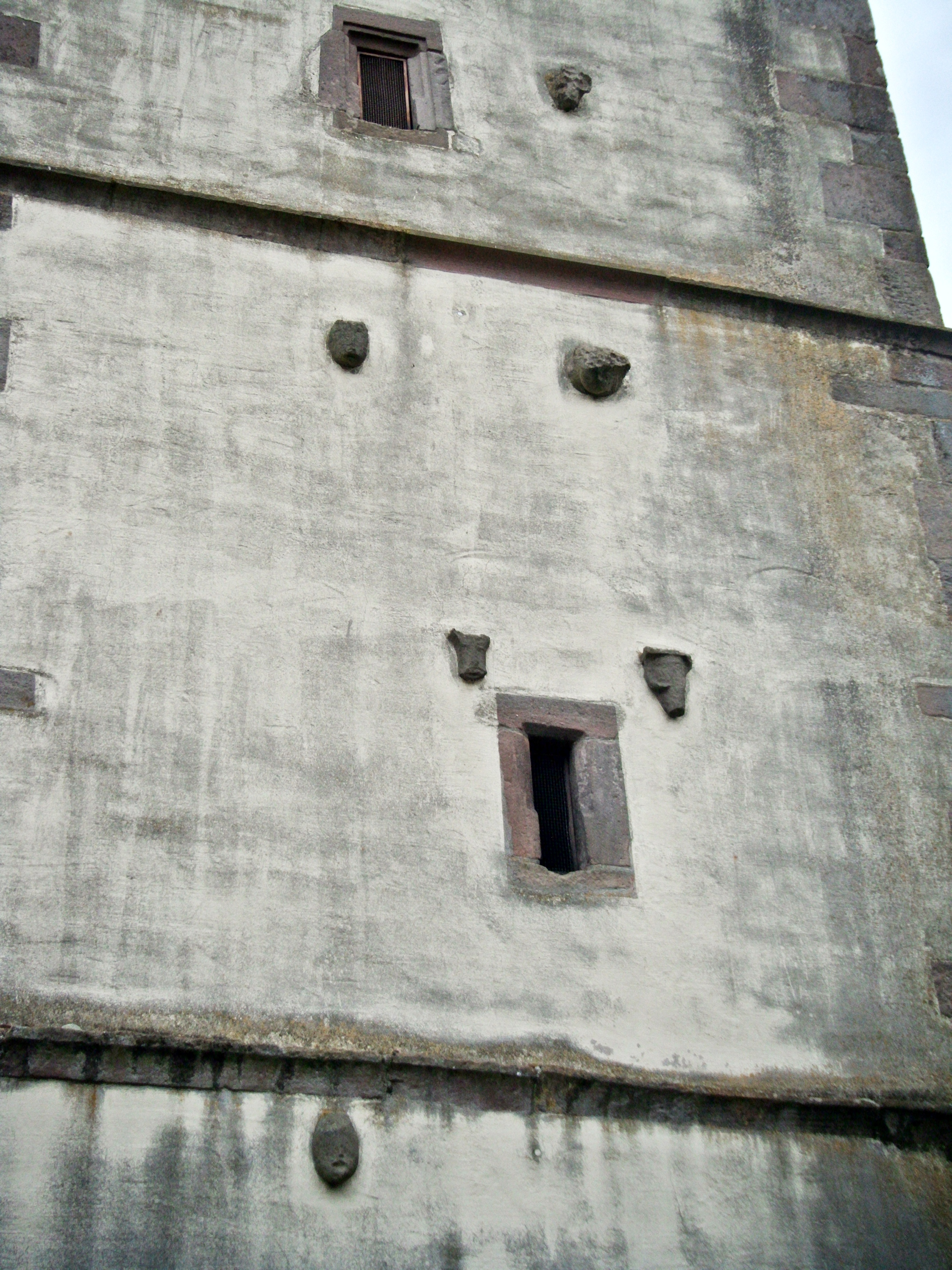
Turm, Nordseite, Übersichtsaufnahme mit 6 Köpfen
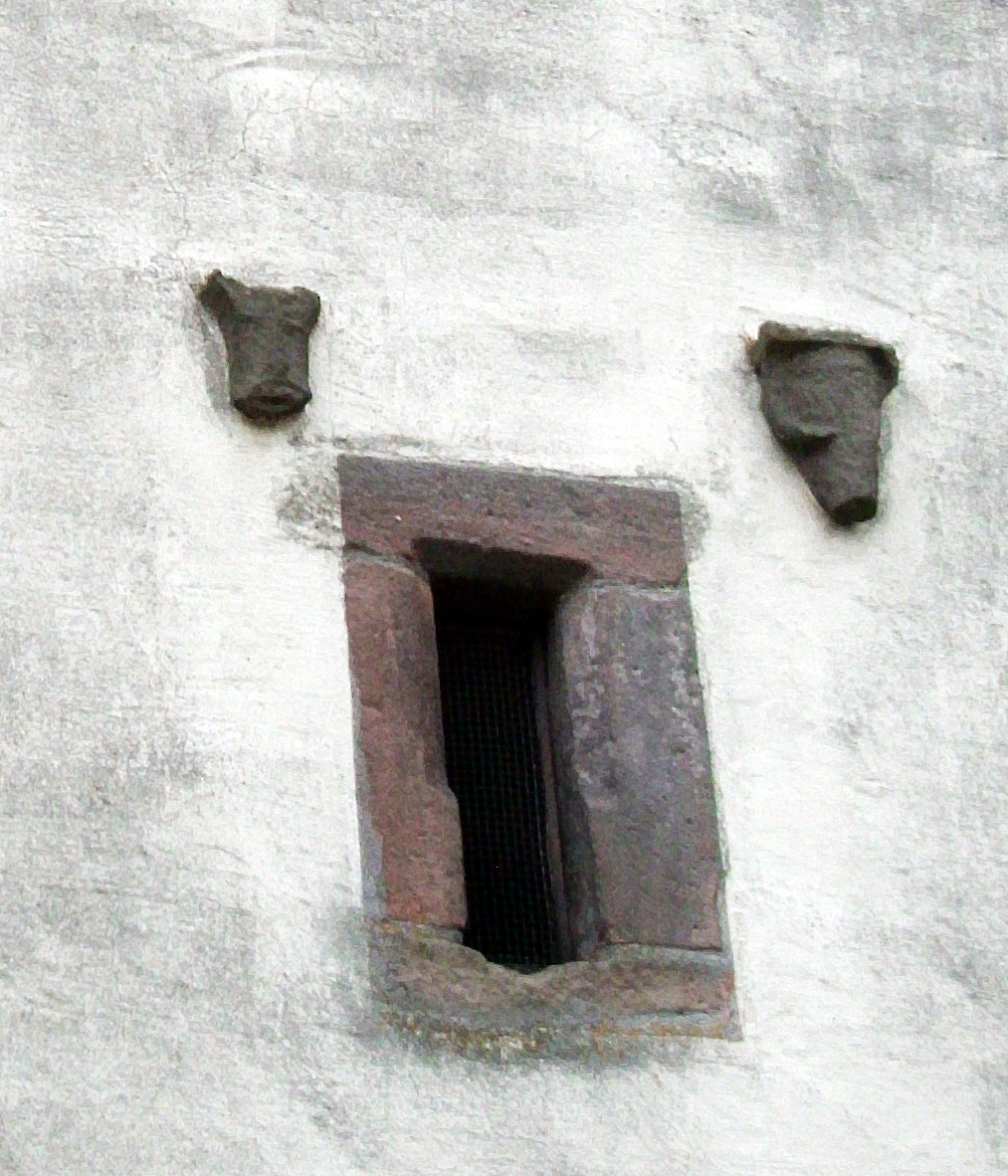
Köpfe an der Turm-Nordseite
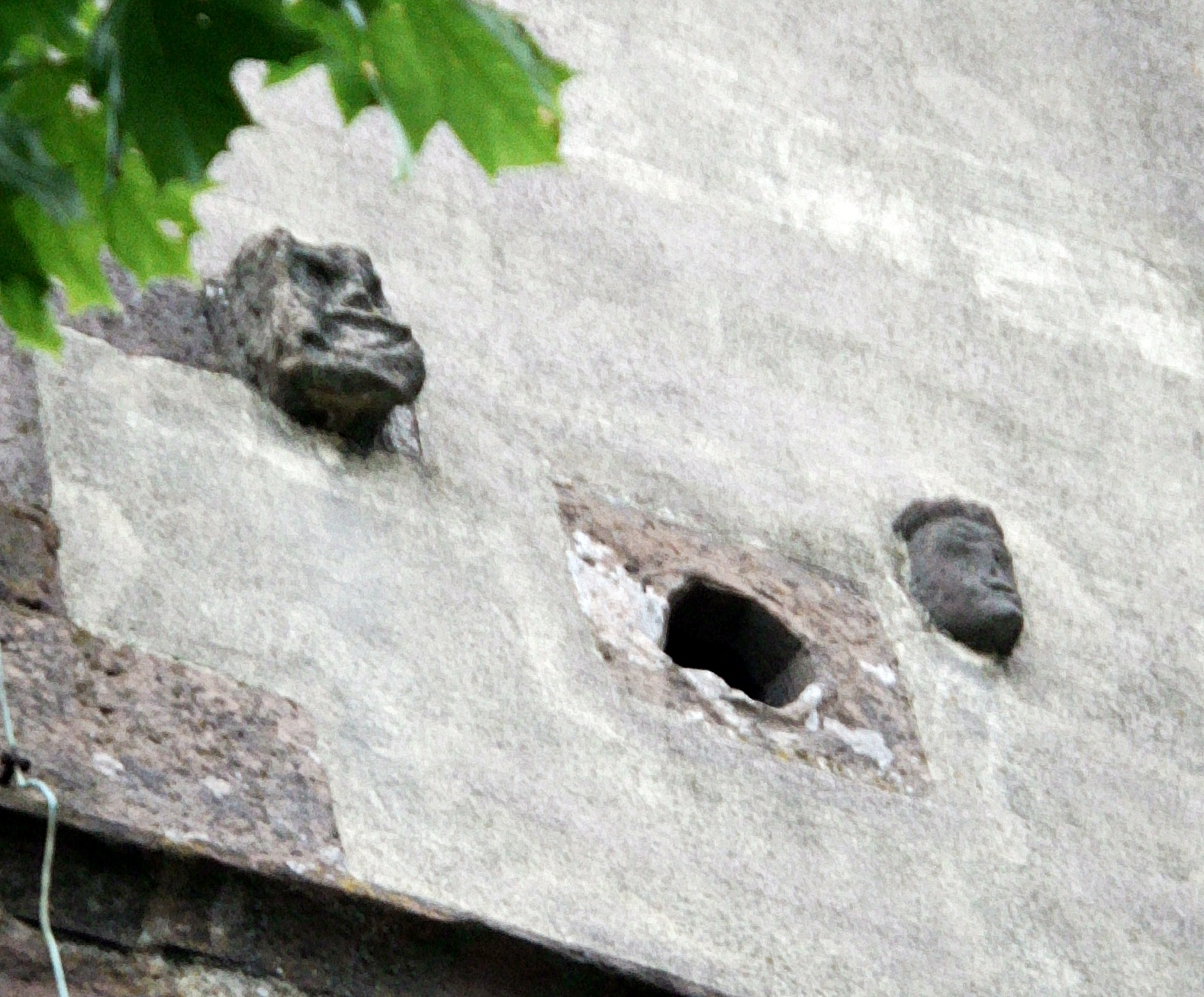
Köpfe an der Turm-Westseite
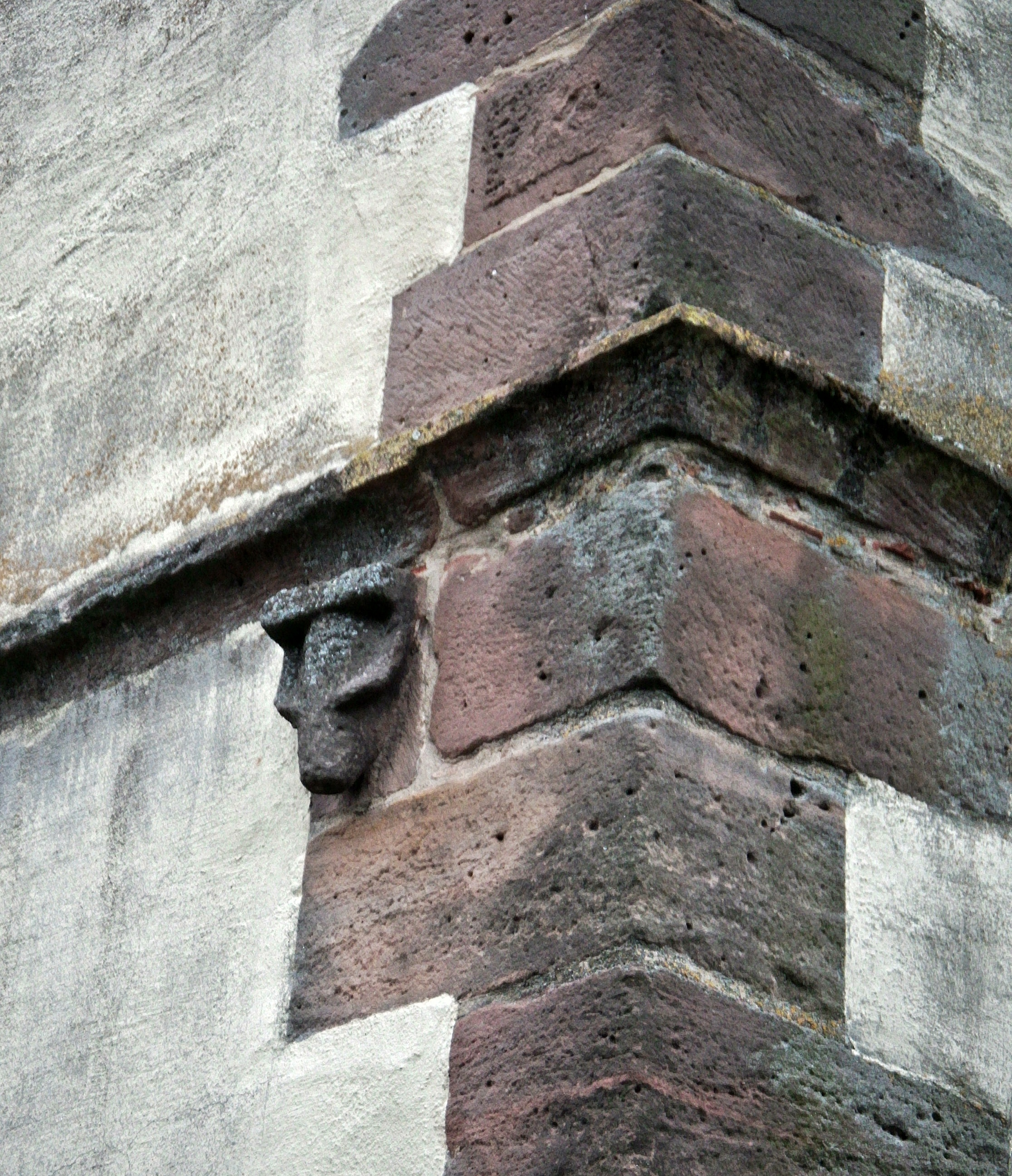
Tierkopf an der Turm-Ostseite